# San Pedro del Valle
San Pedro del Valle è un comune spagnolo di 123 abitanti situato nella comunità autonoma di Castiglia e León.